# Schloss Prandhof
Das Schloss Prandhof ist ein barockes Schloss, in der Gemeinde Mühldorf (KG Niederranna) im Bezirk Krems-Land in Niederösterreich. Es steht unter Denkmalschutz.

## Geschichte
Bereits gegen Ende des 11. Jahrhunderts stand hier ein leicht befestigter Herrenhof, der den Herren von Grie gehörte. Diese besaßen das ganze Gebiet zwischen Donau, Gföhler Wald und Jauerling. Unter Markgraf Leopold III, dem Heiligen, wurde die Herrschaft landesfürstlich. Er übergab die Burg zu Grie, wie der Prandhof damals genannt wurde, seiner Schwester Gerbirg, die mit dem ehemaligen böhmischen König Boriwoy verheiratet war. Als dieser nach Ungarn verbannt wurde, lebte sie hier und auf der benachbarten Burg Oberranna. Da sie 1124 nach dem Tod ihres Gatten in das Nonnenkloster des Stiftes Göttweig eintrat, übergab sie diesem u. a. auch den Hof in Niederranna. Das Stift benützte ihn nun als Amtshof für seine Besitzungen in Mühldorf, Niederranna und Kottes sowie als Wohnung für den jeweiligen Pfleger. Die Vogteirechte lagen bei den Herren von Oberranna. Im 15. Jahrhundert wurde der Prandhof mehrfach verpfändet oder verpachtet. Seinen Namen erhielt er aber erst nachdem er 1497 abgebrannt war. Abt Matthias Schachner ließ ihn 1501 wiederherstellen. Im Dreißigjährigen Krieg hatte die Herrschaft schwer zu leiden. 1618 wurde Niederranna durch böhmische Truppen ausgeplündert. Als sich um 1700 die wirtschaftliche Lage des Stiftes wieder gebessert hatte, übernahm es den Prandhof wieder in eigene Verwaltung, wobei diese durch Stiftsherren erfolgte, die hier ihren Wohnsitz hatten.
Der baufreudige Abt Gottfried Bessel ließ zwischen 1728 und 1731 den Hof unter Verwendung von älteren Bauteilen in ein barockes Jagd- und Sommerschloss umbauen. Um die Anlage entsprechend vergrößern zu können, musste ein Teil des benachbarten Friedhofes mit dem gotischen Karner weichen. Als Architekt des Schlosses wird Johann Lucas von Hildebrandt vermutet, der seit 1719 auch die Planung für den Neubau des Stiftes leitete. Die Steinmetzarbeiten wurden von Johann Stephan Pacassi ausgeführt.
1848 erfolgte in Österreich die Aufhebung der Grundherrschaften. Damit verlor der Prandhof seine Funktion als Amtshaus. Zu Beginn des 20. Jahrhunderts richtete in ihm der Arzt Dr. Hacker eine der damals sehr beliebten Kaltwasserheilanstalten ein. Als diese 1921 wieder geschlossen wurde, verkaufte das Stift das mittlerweile stark vernachlässigte und unbewohnte Gebäude an eine Investorengruppe, die es abreißen und an seiner Stelle Wohnhäuser errichten wollte. Dem fielen zwar der Festsaaltrakt und der rechte Schlossflügel zum Opfer, doch wurde nur ein einziger Neubau errichtet. 1933 erwarb der Austro-Amerikaner Laurent Deleglise, dem auch die Rettung der Burg Oberranna zu verdanken ist, die Halbruine. Er begann mit der Sanierung und baute den rechten Seitentrakt wieder auf. Im Zweiten Weltkrieg wurde Deleglise zum „Verkauf“ des Schlosses gezwungen. Nach 1945 erhielt er das in den letzten Kriegstagen schwer beschädigte und verwüstete Gebäude wieder zurück. 1975 kaufte Friedrich Deutsch den Prandhof. Er ließ eine umfangreiche Restaurierung vornehmen, die dem Hildebrandt-Schloss so weit wie möglich seinen alten Glanz wieder gab.

## Beschreibung
Der Prandhof liegt direkt an der Straße, die von Mühlbach zur Burg Oberranna führt. Das Barockschloss bestand aus vier Trakten, die einen schmalen rechteckigen Innenhof umgaben. Erhalten sind heute nur mehr der achtachsige Südtrakt und die anschließende Ostfront. Abgerissen ist nicht nur der prächtige Festsaal mit seiner Stuckdecke und den gemalten Türumrahmungen, sondern auch die mit Marmor und Stuck verkleidete, ovale Schlosskapelle sowie das repräsentative Treppenhaus mit seinen von Pilastern gerahmten Wandnischen. Vom mittelalterlichen Vorgängerbau hat sich nichts erhalten. Die Fassaden sind heute rot-weiß gefärbelt. Einige Innenräume weisen noch Stuckdecken aus der Erbauungszeit auf.